# Lago Auster
Il lago Auster (in romeno: Lacul Auster) è un lago salato naturale situato nella città di Ocna Sibiului, distretto di Sibiu, Transilvania, Romania. 
È uno dei tanti laghi della miniera di Ocna Sibiului che sfrutta uno dei più grandi giacimenti di sale della Romania.
Nel mezzo del lago è stata formata un'isola che rende il lago caratteristico e lo distingue dagli altri laghi della miniera.

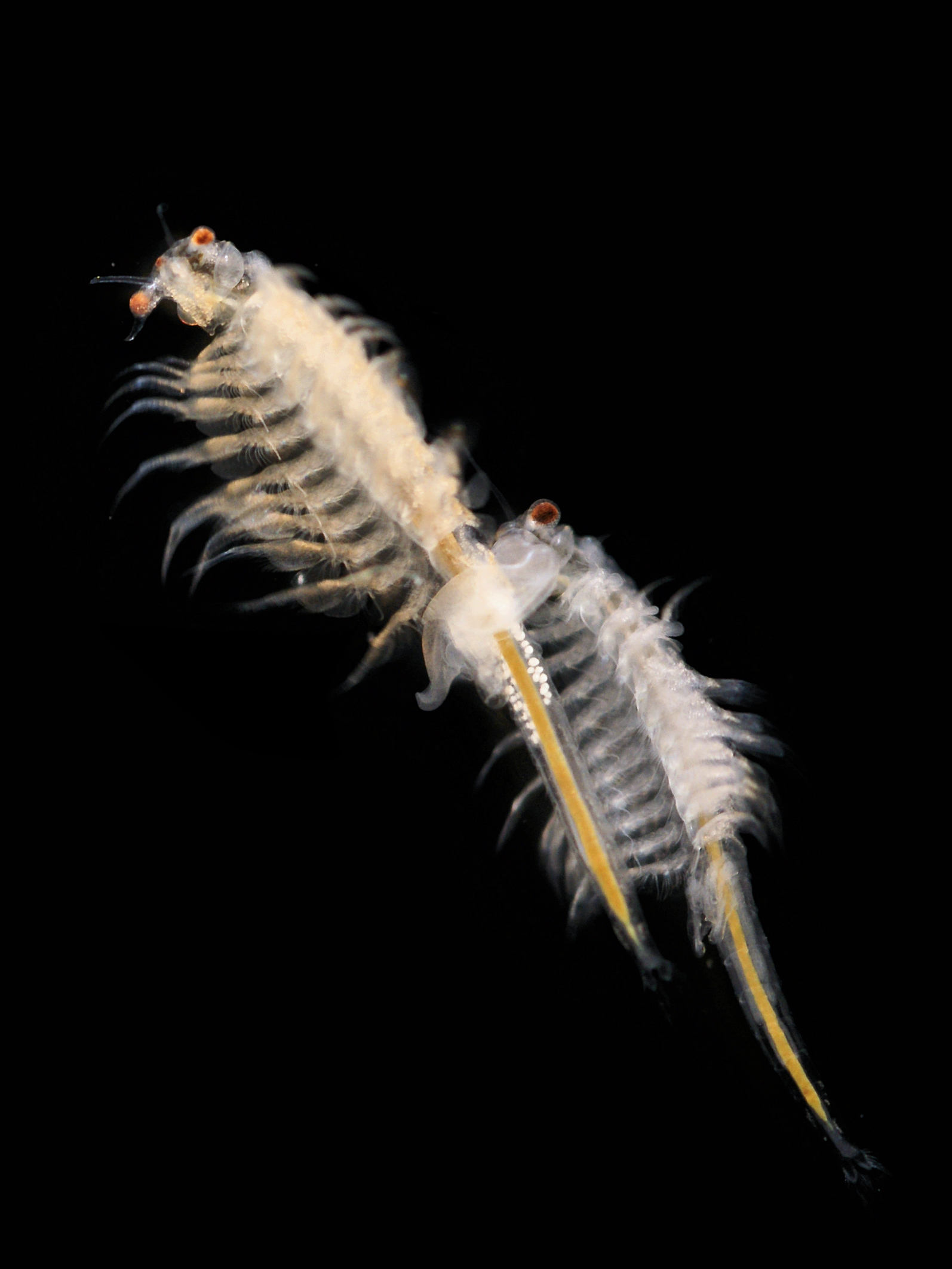
Artemia salina

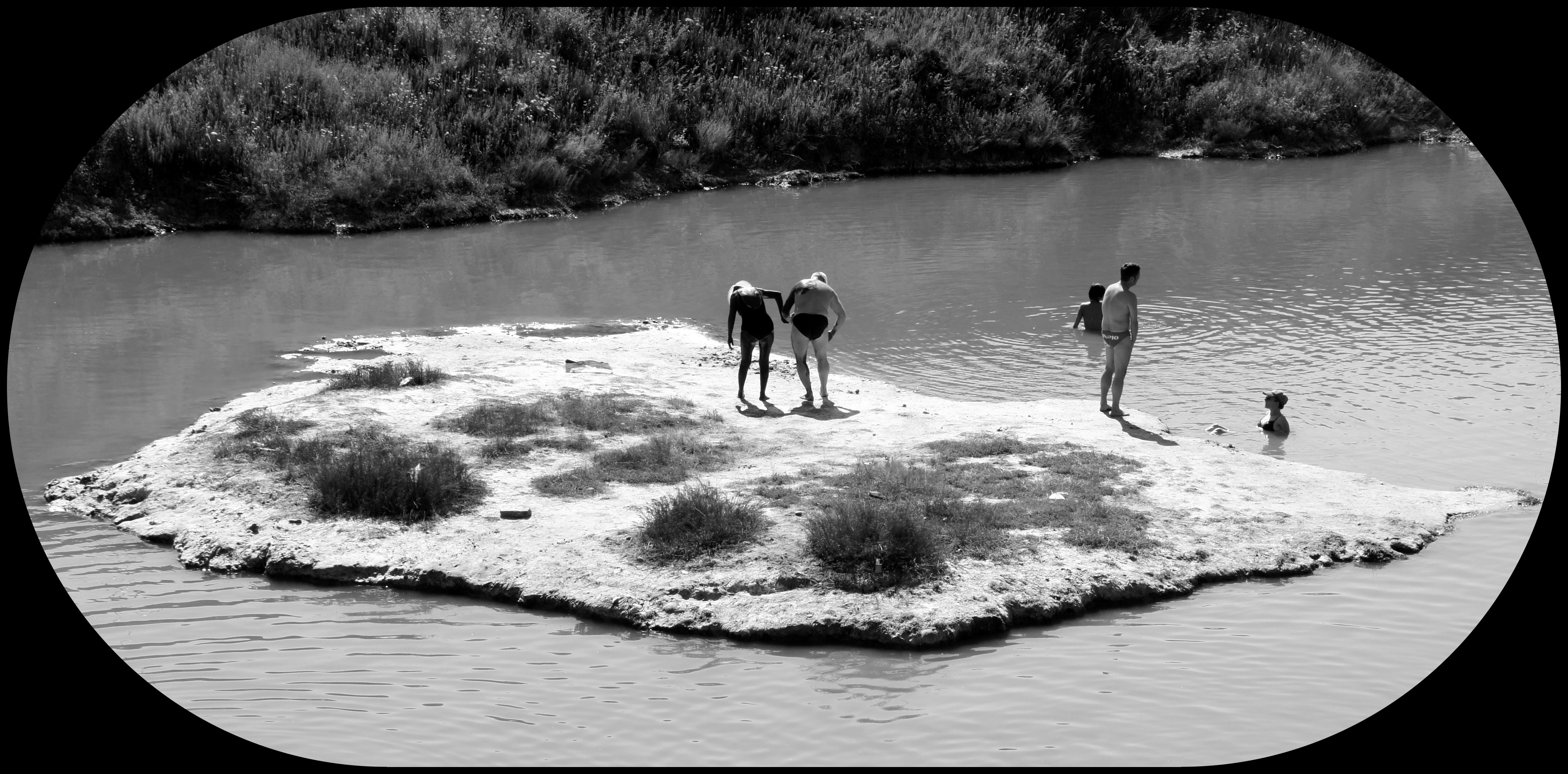
l'isola

## Storia
Il lago Auster è stato formato sul sito di una vecchia salina non autorizzata. Nel 1922, il suo livello d'acqua era molto più elevato di quello attuale e fu abbassato dal drenaggio artificiale perché si credeva che le sue acque inondassero la miniera di sale Ignaţiu, che era in funzione.

## Fauna
Il lago è abitato da Artemia salina.